# プフルークボーゲン

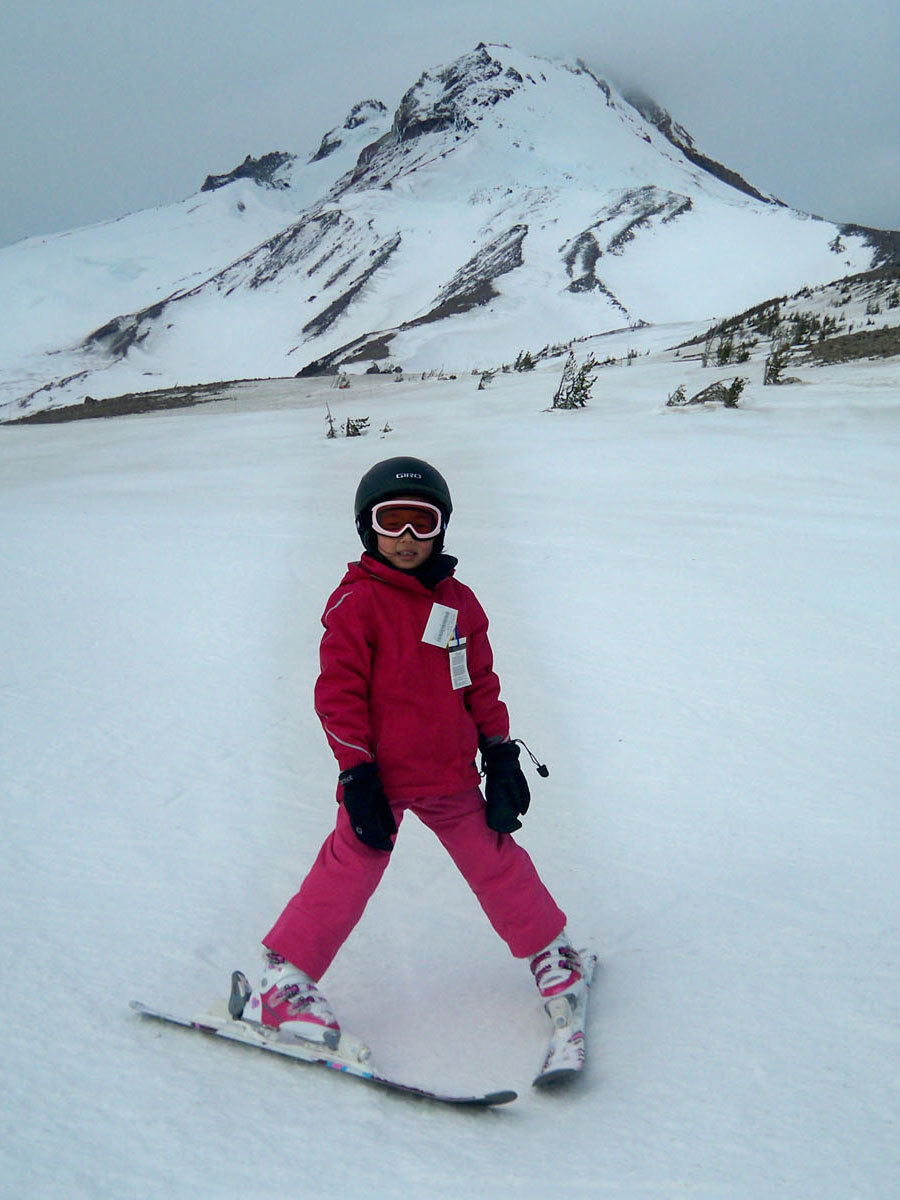
プフルークボーゲンをする子供

プフルークボーゲン（英語: Snowplough turn、ドイツ語: Pflugbogen、Schwung）はスキーのターン技術の一つで、スキー板の先端を合わせて後端は広くしてハの字型（プルークスタンス）を作り、制動をかけながら向きを変える方法のことである。
特に初心者の制動・回転などに使われるが、全ての制動技術の基本的な要素が詰まったターン技法である。単にボーゲンとも呼ばれる。

## 概要

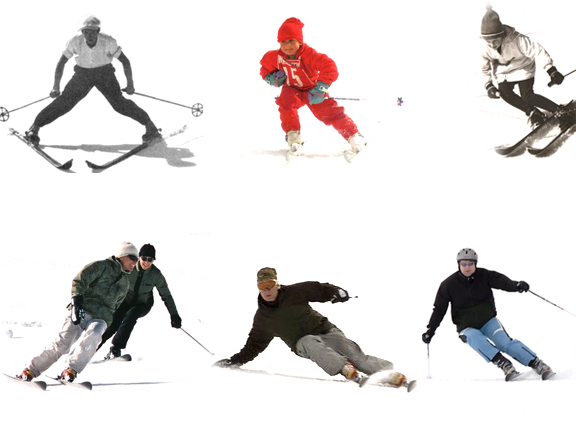
様々なスキー技術。上左の写真がプルークボーゲン

プルークスタンスを取り、加重と迎え角による制動を掛けながら、曲がるための外スキー（カーブの外側に位置するスキー）にかける荷重を交互に変えてターンする技術である。プルークスタンスを作ることにより次のターンの迎え角ができているため、安全のための制動系技術のひとつとなっていて、状況に応じて全てのスキーヤーが用いる基本技術である。
一般的に「プルークボーゲン＝初心者のための技術」というイメージがあり、初級者はボーゲンを卒業してパラレルターンへ移行したがることがあるため、結果的にボーゲンが未熟なスキーヤーもいる。しかし、プルークボーゲンは滑走プルークやシュテムターンを経てパラレルターンに至るための重要かつ主要な技術であり、プルークスタンスの一方の脚をもう一方の脚に揃えるとパラレルスタンスとなるので、上級者といえども、体勢を確認し、作り上げるためにあえてプルークボーゲンを行うこともあるほか、上級者が使うパラレルターン大回り・小回りは、スキー板の反動、センターポジション、左右のリズムをタイミング良く組み合わせることが必要で、この全てを一緒に練習出来る基本技術でもある。したがって本技術の練習を積んでいる中級者は早く上級者へ移行でき、長年上級者の技術へステップアップ出来ない中級者は本技術が未熟な場合もある。

## 語源
プフルークボーゲン（Pflugbogen）はドイツ語のプフルーク（Pflug＝鍬、鋤、プラウなどの意味）  とボーゲン（Bogen＝弧などの意味）を合わせた言葉としているが、ドイツではSchwung（シュヴング）と呼ばれていて、ドイツ・オーストリア・スイスのドイツ語地区で訓練を受けた日本人スキー講師の中には「シュヴング」と言う人もいる。
なお、全日本スキー連盟ではプルークボーゲンという名称を正式なものとしている。